# Olympe (Giono)
Olympe est un roman inachevé de Jean Giono publié en 1982.

## Historique
En 1967, Jean Giono commence la rédaction d'un roman désigné sous le titre « L'Oiseau gris ». Un extrait, « Le Poulain », paraît en prépublication dans La Nouvelle Revue Française en 1970, puis le projet est abandonné.

Le manuscrit a été retrouvé dans les papiers de Jean Giono, dans une reliure mobile portant en titre : « Olympe. Inachevé ».

## Résumé
Olympe garde la maison du Vallon;  elle fait la soupe. Ils sont tous à la foire : Prétoria, Danton qui gouverne le troupeau, Kruger le roi du rucher, le Vieux qui s'occupe des colombiers. Elle aime être seule...

## Éditions
- 1982 - Dragoon suivi d' Olympe, Collection Cahiers Giono (n° 2), Gallimard.
- 1983 - Olympe, in "Jean Giono - Œuvres romanesques complètes", Tome VI (1227 pages), Gallimard, Bibliothèque de la Pléiade, Édition établie par Robert Ricatte avec la collaboration de Pierre Citron, Henri Godard, Janine et Lucien Miallet et Luce Ricatte,   (ISBN 978-2-07-011071-1)